# Lucio Agostini
Lucio Agostini   (Fano, 30 de desembre de 1913 - Toronto, 15 de febrer de 1996) va ser un compositor, arranjador i director d'orquestra italià que va establir la seva carrera al Canadà.

## Biografia
Als tres anys, Agostini es va traslladar amb la seva família a Montreal, Quebec, Canadà. El seu pare, Giuseppe Agostini, era compositor i director d'orquestra i és a partir d'ell que va començar la seva formació musical a partir dels cinc anys. Posteriorment, va continuar estudis d'harmonia i composició amb Louis Michiels i Henri Miro i amb violoncel amb Peter Van der Meerschen.
Als 16 anys, Agostini tocava amb lOrquestra Simfònica de Mont-real com a violoncel·lista i tocava a temps parcial en una banda de discoteques que tocava saxòfon i clarinet. Des de 1932 fins a 1943, va compondre música cinematogràfica per a les notícies de "Associated Screen News of Canada" i, el 1934, va començar a treballar com a director de direcció de la "Canadian Radio Broadcasting Commission" (precursora de la "Canadian Broadcasting Corporation"). A Toronto, on es va mudar el 1943, va compondre i dirigir la música incidental de sèries dramàtiques i programes de varietats a la ràdio i la televisió CBC, i durant més de 20 anys va ocupar el lloc de director i arranjador de la popular sèrie setmanal Front Page Challenge. Com a compositor, va escriure per a "The Tommy Ambrose Show" i "The World of Music", musicals, partitures per a pel·lícules (inclosa una breu estada a Hollywood del 1955 al 56), curtmetratges (molts per al "Canadian Car Board On" de la "National Film Board of Canada Sèrie World in Action"), concerts i una òpera.
Agostini va guanyar el premi John Drainie d'ACTRA el 1983 en reconeixement de les seves contribucions a la difusió al Canadà.